# 박성훈 (축구 선수)
박성훈(2003년 1월 27일 ~ )은 대한민국의 축구 선수이며 포지션은 수비수이다. 현재 FC 서울 소속이다.

## 클럽 경력
2022시즌을 앞두고 FC 서울에 입단하면서 프로 커리어를 시작했다. 2022년 3월 19일에 치러진 제주 유나이티드와의 홈 경기에서 프로 데뷔전을 치렀다.